# Динами
Дина̀ми (на италиански: Dinami, най-вероятно от старогръцки Δύναμη, Сила) е село и община в Южна Италия, провинция Вибо Валентия, регион Калабрия. Разположено е на 314 m надморска височина. Населението на общината е 2321 души (към 2012 г.).